# Silvano Agosti
Silvano Agosti (Brescia, 23 marzo 1938) è un regista, montatore, direttore della fotografia, filosofo, scrittore, poeta e saggista italiano.

## Biografia
Ha frequentato il Centro sperimentale di cinematografia di Roma, dove aveva come compagni di studi Marco Bellocchio e Liliana Cavani, diplomandosi nel 1962. Il suo corto La veglia è stato premiato con il Ciak d'oro come migliore allievo dal Presidente della Repubblica. Con la borsa di studio ottenuta grazie a questo premio, Agosti sceglie di andare a Mosca presso l'istituto statale di cinema dell'Unione Sovietica per la specializzazione in montaggio, studiando contestualmente l'opera di Sergej Ėjzenštejn. Dopo aver collaborato alla sceneggiatura, ai dialoghi e al montaggio (sotto lo pseudonimo di Aurelio Mangiarotti) nonché alla realizzazione del commento musicale insieme a Ennio Morricone su incarico di Bellocchio per il film I pugni in tasca, nel 1967 Agosti ha esordito nella regia cinematografica con il lungometraggio Il giardino delle delizie, film che a sua volta si avvale delle musiche di Ennio Morricone.
Il giardino delle delizie fu invitato all'Expo universale di Montréal come uno dei dieci migliori film prodotti nel mondo in quell'anno, nonostante la censura cui fu sottoposto in Italia. Negli anni della contestazione documenta i movimenti giovanili romani, poi raccolti nell'antologia Riprendiamoci la vita. Dopo aver realizzato NP il segreto (1970), con Irene Papas e Francisco Rabal, convince Nicola Piovani a intraprendere la via di compositore del commento musicale cinematografico. È testimone della resistenza greca e nel 1973 realizza ad Atene Altri seguiranno, prodotto dalla televisione svedese che taglia il finale. Nel 1974 gira a Brescia un cortometraggio documentario sulla Strage di piazza della Loggia, Brescia 1974 - Strage di innocenti.
Da metà anni settanta si avvicina alla tematica della follia realizzando Matti da slegare con Bellocchio, Sandro Petraglia e Stefano Rulli. La pellicola è stata girata all'ospedale psichiatrico di Colorno, presso Parma, e propone una nuova interpretazione del rapporto cinema-verità, documento e fiction incentrato sul tema dell'istituzione manicomiale, ispirandosi alle teorie di Franco Basaglia. Con gli stessi amici realizza un'inchiesta televisiva in quattro puntate, La macchina cinema, cui fanno seguito vari documentari e programmi didattici. Dal 1976 al 1978 è docente di montaggio al Centro sperimentale di cinematografia, ma decide di dimettersi per incompatibilità con le direttive dell'istituto.
Alla fine degli anni settanta produce Il pianeta azzurro, esordio dell'amico cineamatore Franco Piavoli, che sarà proiettato con successo a Venezia nel 1982: Tullio Kezich auspica ironicamente una legge che obblighi tutti gli italiani a vederlo. Agosti tenta di distribuire il film in alcune sale romane, ma di fronte al disinteresse degli esercenti decide di rilevare un locale dove lo programmerà per anni. Il cinema, nel rione Prati, verrà ribattezzato Azzurro Scipioni e diverrà un punto di riferimento per i film d'autore e d'impegno civile, luogo d'incontro di cineasti e appassionati di cinema. Non contento, poco lontano apre l'Azzurro Melies, caffè arredato dalla ditta Dedalo di Cinecittà. 
Nel 1983 termina D'amore si vive, "ricerca sulla tenerezza, la sensualità e l'amore" compiuta a Parma nell'arco di due anni. Come produttore, Agosti ha poi fondato la casa di produzione 11 marzo Cinematografica, cooperativa che produrrà tutti i suoi film, che vengono tutti invitati al festival internazionale di Venezia (Quartiere in concorso nel 1986). Nel 1992 vince il Ciak d'oro per il migliore montaggio per il film Uova di garofano.
Sul piano dell'attività letteraria, Agosti ha firmato diversi romanzi e testi di poesia. Fanno parte della sua produzione: L'uomo proiettile (candidato al Premio Strega), Il cercatore di rugiada (candidato al Premio Strega), Uova di Garofano, La ragion pura, Il giudice, La vittima, L'assassino, Il semplice oblio (candidato al Premio Strega), Lettere dalla Kirghisia, Il ballo degli invisibili; la trilogia poetica Nuvole, Incanti, L'estro armonico; i racconti Chiaro di luna e i manuali Breviario di cinema, "Come realizzare un film senza denaro o per capirci meglio senza spendere neppure un euro". Nel 2024 una selezione dei suoi testi poetici più significativi viene raccolta nel libro L'eterno presente. Poesia d'amore e d'altri mondi.
Per la Rai ha realizzato la serie: 30 anni di oblio e 40 anni di oblio con i materiali da lui stesso girati nel decennio 1968-1978. Ha inoltre collaborato ad alcuni programmi televisivi di Fabio Volo. Da quarant'anni, alternando viaggi in India, negli USA e in Canada, vive e lavora a Roma. Nei suoi film Agosti preferisce non avvalersi di una troupe tradizionale e occuparsi personalmente della maggior parte dei ruoli produttivi, inclusi fotografia e montaggio, nella convinzione che un cineasta debba supervisionare tutti gli aspetti della creazione di un'opera per evitare che l'idea originale venga compromessa dall'intervento di troppe persone. Da tre anni ha fatto domanda ufficiale all'UNESCO e alle Nazioni Unite chiedendo che l'Essere Umano venga proclamato Patrimonio dell'umanità. 
Nel 2013 il Film Festival Popoli e Religioni, ideato da Mons. Vincenzo Paglia (presidente del Pontificio consiglio per la famiglia) e diretto da Oreste Crisostomi, per il coraggio della sua richiesta rivolta all'UNESCO e alle Nazioni Unite, lo premia con una scultura dell'artista Oliviero Rainaldi.
Nel 2019 è stato presidente di giuria dell'Out of Bounds Film Festival di Barletta, dove per l'occasione ha tenuto il suo seminario Dall'impotenza alla creatività.
Nel febbraio 2021 interrompe l'attività di gestore dell'Azzurro Scipioni, chiuso a causa dell'emergenza pandemica. Nella primavera successiva, grazie all’intervento del gruppo Bnl-Bnp Paribas, viene annunciata la riapertura del cinema, che può così festeggiare i 40 anni di attività.

## Filmografia

### Regista

#### Cortometraggi
- Requiem (1960)
- Il matrimonio di Vivina (1960)
- La veglia (1962)
- Bolle (1963)
- Violino (1965)
- Altri seguiranno (1973)
- Prima del silenzio (1989)
- Frammenti di vite clandestine (1991)

#### Documentari
- Cinegiornale del Movimento Studentesco (1968)
- Il volo (1975)
- Matti da slegare, co-regia di Marco Bellocchio (1975)
- Prendiamoci la vita (1978)
- La macchina cinema, co-regia di Marco Bellocchio, Sandro Petraglia e Stefano Rulli (1979)
- Osho - Dio come clown (1980)
- Runaway America (1982)
- L'addio a Enrico Berlinguer, co-regia di Ugo Adilardi (1984)
- D'amore si vive (1984)
- Il leone d'argilla (1993)
- Trent'anni di oblio - La strage di Brescia (1998)
- La seconda infanzia (1998)
- C'ero anch'io - Frammenti di lotte di strada (1998)
- Dario Fo - Un ritratto (2002)
- Le quattro stagioni (2006)
- Guccini e Nomadi: "Un incontro" (2010)
- Altri seguiranno (2011)
- Il fascino dell'impossibile (2015)
- Ora e sempre riprendiamoci la vita (2018)

#### Lungometraggi
- Il giardino delle delizie (1967)
- N.P. - Il segreto (1971)
- Skärseld - co-regia con Michael Meschke e Orhan Oguz (1975)
- Nel più alto dei cieli (1977)
- Quartiere (1987)
- Uova di garofano (1992)
- L'uomo proiettile (1995)
- La seconda ombra (2000)
- La ragion pura (2001)

### Sceneggiatore
- Donna è bello, regia di Sergio Bazzini (1974)

### Montatore
- I pugni in tasca, regia di Marco Bellocchio (1965)
- Il giardino delle delizie, regia di Silvano Agosti (1967)
- Grazie zia, regia di Salvatore Samperi (1968)
- La stretta, regia di Alessandro Cane - film TV (1970)
- N.P. - Il segreto, regia di Silvano Agosti (1971)
- Woyzeck - film TV (1974), regia di Giancarlo Cobelli
- Donna è bello, regia di Sergio Bazzini (1974)
- L'ultimo uomo di Sara, regia di Maria Virginia Onorato (1974)
- Antonio Gramsci - I giorni del carcere, regia di Lino Del Fra (1977)
- Il gabbiano, regia di Marco Bellocchio (1977)
- Forza Italia!, regia di Roberto Faenza - documentario (1978)
- Quartiere, regia di Silvano Agosti (1987)
- Uova di garofano, regia di Silvano Agosti (1992)
- L'uomo proiettile, regia di Silvano Agosti (1995)
- La seconda ombra, regia di Silvano Agosti (2000)
- La ragion pura, regia di Silvano Agosti (2001)
- L'innocenza di Clara, regia di Toni D'Angelo (2012)

## Opere letterarie
- Il cercatore di rugiada e l'Uomo Proiettile, Roma, Edizioni l'Immagine, 1984.
- Uova di garofalo, Roma, Edizioni l'Immagine, 1987.
- Il giudice, Roma, Edizioni l'Immagine, 1988.
- La ragion pura, Roma, Edizioni l'Immagine, 1990.
- Nuvole, Roma, Edizioni l'Immagine, 1992 - poesie
- L'assassino, Roma, Edizioni l'Immagine, 1993.
- La vittima, Roma, Edizioni l'Immagine, 1993.
- Incanti, Roma, Edizioni l'Immagine, 1998. - poesie
- Chiaro di Luna, Roma, Edizioni l'Immagine, 1999.
- Breviario di cinema. Come si realizza un video, come si gira un film, cenni di storia del cinema (2003)
- L'estro armonico. Poesie 2, Roma, Edizioni l'Immagine, 2003.
- Il semplice oblio, Roma, Edizioni l'Immagine, 2003. ISBN 88-900340-5-X.
- Come organizzare un vero cineclub (2003)
- Lettere dalla Kirghisia, Roma, Edizioni l'Immagine, 2004. ISBN 88-901270-1-5.
- Come produrre e realizzare qualsiasi film indipendentemente dal denaro o, per capirci meglio, senza spendere neppure un solo euro (2005)
- Lettere dalla Kirghisia, due anni dopo Milano, Rizzoli, 2007. ISBN 978-88-17-01702-2.
- Il ballo degli invisibili. 92 romanzi brevi, Roma, Edizioni l'Immagine, 2007. ISBN 978-88-95075-07-5.
- Il genocidio invisibile, Roma, Edizioni l'Immagine, 2008. ISBN 978-88-950-7505-1.
- Il ritorno di Pinocchio, Milano, Salani, 2010. ISBN 978-88-6256-163-1.
- Nel ventre pigro della notte, Roma, Edizioni l'Immagine, 2010. ISBN 978-88-96192-01-6. poesie
- L'eterno presente - Poesia d'amore e d'altri mondi, Sesto San Giovanni, Edizioni Del Foglio Clandestino, 2024. ISBN 9788894330267. poesie

## Riconoscimenti
- Ciak d'oro
  - 1992 – Miglior montaggio per Uova di garofano